# Campionati europei di slittino 1978
I Campionati europei di slittino 1978 sono stati la 25ª edizione della competizione.
Si sono svolti a Hammarstrand, in Svezia.

## Medagliere
| Pos.   | Nazione          | Oro | Argento | Bronzo | Totale |
| ------ | ---------------- | --- | ------- | ------ | ------ |
| 1      | Germania Est     | 1   | 1       | 0      | 2      |
| 1      | Germania Ovest   | 1   | 1       | 0      | 2      |
| 3      | Italia           | 1   | 0       | 0      | 1      |
| 4      | Unione Sovietica | 0   | 1       | 2      | 3      |
| 5      | Cecoslovacchia   | 0   | 0       | 1      | 1      |
| Totale | Totale           | 3   | 3       | 3      | 9      |

## Podi
| Evento            | Oro                    | Argento                         | Bronzo                       |
| Singolo Maschile  | Paul Hildgartner       | Hans Rinn                       | Vladimir Shitov              |
| Singolo Femminile | Elisabeth Demleitner   | Anna Mayevskaya                 | Vera Zozula                  |
| Doppio            | Hans Rinn Norbert Hahn | Hans Brandner Balthasar Schwarm | Jindrich Zeman Vladimir Resl |